# 丰萨莱切
丰萨莱切，是西班牙拉里奥哈自治区的一个市镇。总面积17平方公里，总人口157人（2001年），人口密度9人/平方公里。